# Llista de quadres de Paul Gauguin (1871-1888)
Llista de quadres de Paul Gauguin corresponent a la primera etapa, entre els anys 1871 i 1888. Inclou les obres dels primers anys a París, Normandia i Copenhaguen, les primeres estades a Pont-Aven (Bretanya) i les escapades a Martinica i Arle.
La llista es presenta per ordre cronològic segons el catàleg raonat de Wildenstein 2001 (W2). S'indiquen també les referències dels catàlegs anteriors de Wildenstein 1964 (W1) i Sugana 1972 (S). Les imatges es presenten a escala.

## Llista de quadres

### 1871-1883 París i voltants
| Imatge | Catàlegs raonats | Any       | Títol / original | Tècnica / dimensions (cm)          | Museu / lloc                                            |
| ------ | ---------------- | --------- | --- | ---------------------------------- | ------------------------------------------------------- |
|        | W2.2 W1.-        | 1873      | Sota el bosc a Saint-Cloud I Sous-bois, Saint-Cloud I | Oli sobre tela 26 × 35,4           | Museu Uehara Shimoda (Japó)                             |
|        | W2.3 W1.-        | 1873      | Sota el bosc a Saint-Cloud II Sous-bois, Saint-Cloud II | Oli sobre tela 24 × 34             | Col·lecció privada                                      |
|        | W2.4 W1.5        | 1873      | Treball dels camps en la plana Traveaux des champs dans la plaine, ou Le Lac dans la plaine | Oli sobre tela 50,5 × 81,6         | The Fitzwilliam Museum Cambridge (Anglaterra)           |
|        | W2.5 W1.4        | 1873      | Camí en el bosc Chemin dans la fôret, ou Sous-bois | Oli sobre tela 43,2 × 30,5         | Col·lecció privada                                      |
|        | W2.6 W1.-        | 1873-1874 | Clariana I Clairière I | Oli sobre tela 38 × 46             | Museu de Belles Arts Orleans                            |
|        | W2.7 W1.8        | 1874      | Clariana II Clairière II | Oli sobre tela 38 × 46             | Col·lecció privada                                      |
|        | W2.8 W1.6        | 1874      | Cases vora l'aigua Maisons au bord de l'eau | Oli sobre paper 21,8 × 28          | Ny Carlsberg Glyptotek Copenhagen                       |
|        | W2.10 W1.-       | 1874      | Racó de granja I Coin de ferme I | Oli sobre tela 27 × 17             | Col·lecció privada                                      |
|        | W2.11 W1.-       | 1874      | Racó de granja II Coin de ferme II | Oli sobre tela 35 × 27             | Col·lecció privada                                      |
|        | W2.12 W1.13 S.3  | 1875      | El Sena des del pont de Iéna La Seine au pont d'Iéna, ou Temps de neige | Oli sobre tela 65,4 × 92,4         | Museu d'Orsay París                                     |
|        | W2.13 W1.11      | 1875      | Paisatge amb pollacres Paysage avec peupliers | Oli sobre tela 80 × 100            | Museu d'Art Indianàpolis                                |
|        | W2.14 W1.12      | 1875      | Paisatge de Viroflay Sous-bois Viroflay, ou Paysage de Viroflay | Oli sobre tela 46 × 33             | Ny Carlsberg Glyptotek Copenhagen                       |
|        | W2.15 W1.-       | 1875      | Paisatge amb cortina d'arbres Paysage avec rideau d'arbres | Oli sobre tela 31,5 × 48           | Col·lecció privada                                      |
|        | W2.16 W1.-       | 1875      | Les fàbriques Cail i el moll de Grenelle Les Usines Cail et le quai de Grenelle | Oli sobre cartó 28,2 × 41,2        | Col·lecció privada                                      |
|        | W2.17 W1.-       | 1875      | El port de Grenelle I Le Port de Grenelle I | Oli sobre taula 32 × 46            | Col·lecció privada                                      |
|        | W2.18 W1.15      | 1875      | El port de Grenelle II, o El Sena al pont de Grenelle Le Port de Grenelle II, ou La Seine au Pont de Grenelle                                                                                      | Oli sobre taula 30 × 44            | Wallraf-Richartz-Museum Colònia                         |
|        | W2.19 W1.-       | 1875      | El Sena enfront del moll de Passy La Seine en face du quai de Passy | Oli sobre paper 30,5 × 50          | Col·lecció privada                                      |
|        | W2.20 W1.14 S.4  | 1875      | Pont giratori en la riba del Sena, o El Sena a París entre el pont de Iéna i el pont de Grenelle Pont roulant au bord de la Seine, ou La Seine à Paris entre le pont d'Iéna et le pont de Grenelle | Oli sobre tela 81 × 116            | Col·lecció privada                                      |
|        | W2.22 W1.96      | 1875      | Mette Gauguin dormint sobre un canapé Mette Gauguin dormant sur un canapé | Oli sobre tela 24,4 × 32,7         | Col·lecció privada                                      |
|        | W2.23 W1.25      | 1875-1877 | Home amb birret, autoretrat L'Homme à la toque | Oli sobre tela 46.7 × 38.4         | Fogg Museum Cambridge (EUA)                             |
|        | W2.24 W1.-       | 1874-1878 | Cireres i ampolleta Cerises et carafon | Oli sobre tela 33 × 54             | Col·lecció privada                                      |
|        | W2.26 W1.2       | 1875-1876 | Peres i raïm Poires et raisins | Oli sobre paper 34 × 42            | Col·lecció privada                                      |
|        | W2.27 W1.28      | 1877      | Natura morta amb peixos Nature morte aux poissons | Oli sobre tela 45,5 × 55,5         | Museu d'Art de Göteborg                                 |
|        | W2.29 W1.-       | 1876      | Port de Javel I Le Port de Javel I | Oli sobre taula 13,5 × 24,5        | Museu Boijmans Van Beuningen Rotterdam                  |
|        | W2.30 W1.-       | 1876      | Port de Javel II Le Port de Javel II | Oli sobre tela 24 × 32             | Col·lecció privada                                      |
|        | W2.32 W1.21      | 1876      | Natura morta amb ostres Nature morte aux huîtres | Oli sobre tela 53,34 × 93,35       | Museu de Belles Arts de Virgina Richmond (EUA)          |
|        | W2.33 W1.-       | 1876      | Anemones i àntemis en un gerro Anémones et anthémis dans un vase | Oli sobre tela 35,3 × 27,1         | Col·lecció privada                                      |
|        | W2.34 W1.20      | 1876      | Ram de peònies sobre una partitura Bouquet de pivoines sur une partition | Oli sobre tela 55 × 38             | Col·lecció privada                                      |
|        | W2.35 W1.19 S.5  | 1876      | Margarites i peònies en un gerro blau Marguerites et pivoines dans un vase bleu | Oli sobre tela 55 × 38             | Col·lecció privada                                      |
|        | W2.36 W1.9       | 1876      | Flors en un gerro blau Fleurs dans un vase bleu | Oli sobre tela 41 × 27             | Col·lecció privada                                      |
|        | W2.37 W1.-       | 1876      | Octubreres, barret i llibre Reines-marguerites, chapeau et livre | Oli sobre taula 20,5 × 41          | Col·lecció privada                                      |
|        | W2.38 W1.1 S.1   | 1877      | Granja prop d'un estany, o Paisatge de tardor Ferme près d'un étang, ou Paysage d'automne | Oli sobre tela 65 × 100            | Col·lecció privada Copenhaguen                          |
|        | W2.39 W1.-       | 1877-1878 | Paisatge de camp amb fàbriques Paysage de campagne avec usines | Oli sobre tela 36 × 51             | Col·lecció privada                                      |
|        | W2.40 W1.-       | 1878      | En el galliner Au poulailler | Oli sobre cartró 22 × 35,5         | Museu Thyssen-Bornemisza Madrid                         |
|        | W2.41 W1.19bis   | 1876      | Jacint i pomes sobre un diari Jacinthe et pommes sur un journal | Oli sobre tela 33 × 41,2           | Col·lecció privada                                      |
|        | W2.43 W1.22 S.6  | 1877      | Retrat de Claude-Antoine-Charles Favre Portrait de Claude-Antoine-Charles Favre | Oli sobre tela 45,5 × 38           | Col·lecció privada                                      |
|        | W2.44 W1.23      | 1877      | Ingeborg Thaulow | Oli sobre tauler 15,3 × 12,3       | Col·lecció privada                                      |
|        | W2.46 W1.-       | 1877      | Retrat d'infant (potser Aline Gauguin) Portrait d'enfant, peut-être Aline Gauguin | Oli sobre taula de caoba 27 × 21,5 | Col·lecció privada                                      |
|        | W2.47 W1.-       | 1879      | Oques davant la granja Les Oies devant la ferme | Oli sobre tela 60 × 100            | Col·lecció privada                                      |
|        | W2.48 W1.34      | 1879      | Els pallers Les Meules, ou Environs de Pontoise | Oli sobre fusta 15 × 24            | Col·lecció privada                                      |
|        | W2.49 W1.-       | 1879      | Església rural Une Église de campagne | Oli sobre taula 12,7 × 19,1        | Col·lecció privada                                      |
|        | W2.51 W1.33      | 1879      | Pomers de l'Hermitage II Les Pommiers de l'Hermitage II | Oli sobre tela 65 × 100            | Aargauer Kunsthaus Aarau (Suïssa)                       |
|        | W2.52 W1.31      | 1879      | Pomers de l'Hermitage III Les Pommiers de l'Hermitage III | Oli sobre tela 88 × 115            | Museu d'Art de Filadèlfia                               |
|        | W2.53 W1.35      | 1879      | La senda de Père Dupin Chemin de village, La Sente du Père Dupin | Oli sobre tela 31,1 × 46,9         | Col·lecció privada                                      |
|        | W2.54 W1.38bis   | 1879      | Vora de riu Bord de rivière | Oli sobre tela 31 × 47             | Col·lecció privada                                      |
|        | W2.55 W1.36 S.8  | 1879      | Els horts de Vaugirard Les Maraîchers de Vaugirard, ou Les Jardins du Marché de Vaugirard | Oli sobre tela 66 × 100,3          | Smith College Museum of Art Northampton (Massachusetts) |
|        | W2.56 W1.38      | 1879      | La neu a Vaugirard I La Neige à Vaugirard I, ou Jardin sous la neige II | Oli sobre tela 41,5 × 49           | Ny Carlsberg Glyptotek Copenhagen                       |
|        | W2.57 W1.37      | 1879      | La neu a Vaugirard II La Neige à Vaugirard II, ou Jardin sous la neige I | Oli sobre tela 60,5 × 81           | Museu de Belles Arts Budapest                           |
|        | W2.58 W1.44      | 1880      | Cases de Vaugiraud Les Maisons de Vaugiraud | Oli sobre tela 81,5 × 116          | Museu d'Israel Jerusalem                                |
|        | W2.59 W1.65      | vers 1881 | Natura morta amb taronges Nature morte aux oranges | Oli sobre tela 33 × 46             | Musée de Beaux-art Rennes                               |
|        | W2.60 W1.47      | 1880      | Natura morta amb gerra d'argila i tassa de ferro Nature morte à la cruche d'argile et tasse en fer                                                                                                 | Oli sobre tela de lli 54 × 65      | Institut d'Art de Chicago                               |
|        | W2.61 W1.48      | 1880      | Flors i catifa (pensaments) Fleurs et tapis (pensées) | Oli sobre taula 24 × 36            | Col·lecció privada                                      |
|        | W2.62 W1.49      | 1880      | Per fer un ram Pour faire un bouquet | Oli sobre tela 54 × 65,1           | Col·lecció privada                                      |
|        | W2.63 W1.46      | 1880      | Mandolina sobre una cadira Mandoline sur une chaise | Oli sobre tela 47 × 31             | Col·lecció privada                                      |
|        | W2.64 W1.39 S.9  | 1880      | Estudi d'un nu o Suzanne cosint Étude de nu ou Suzanne cousant | Oli sobre tela 114,5 × 79,5        | Ny Carlsberg Glyptotek Copenhaguen                      |
|        | W2.65 W1.26 S.7  | 1880      | La brodadora, Mette Gauguin La Brodeuse, ou Mette Gauguin | Oli sobre tela 116 × 81            | Fundació Col·lecció E. G. Bührle Zuric                  |
|        | W2.66 W1.-       | 1881-1882 | Retrat de dona Portrait de femme | Oli sobre tela 33,7 × 26,4         | Hofstra University Museum Hempstead (Nova York)         |
|        | W2.69 W1.30      | 1879      | L'església de Vaugirard des del carrer Carcel L'Église de Vaugirard vue du la rue Carcel | Oli sobre tela 50 × 34,5           | Groninger Museum Groningen (Països Baixos)              |
|        | W2.70 W1.67      | 1881      | La família del pintor en el jardí del carrer Carcel La Famille du peintre au jardin, rue Carcel | Oli sobre tela 87 × 114            | Ny Carlsberg Glyptotek Copenhaguen                      |
|        | W2.71 W1.56      | 1881      | El mur mitger Le Mur mitoyen, ou Le Verger | Oli sobre tela 30,5 × 47           | Col·lecció privada                                      |
|        | W2.72 W1.57      | 1881      | Cantó del mur (efecte nocturn) Un Coin du mur (effet de nuit) | Oli sobre tela 21,5 × 30,5         | Col·lecció privada                                      |
|        | W2.73 W1.-       | 1881      | Racó de jardí, carrer Carcel Un Coin de jardin, rue Carcel | Oli sobre tela 56 × 46             | Col·lecció privada                                      |
|        | W2.74 W1.55      | 1881      | La petita s'entreté, o Toll amb ànecs La Petite s'amuse, ou La Mare aux canards | Oli sobre tela 32 × 50             | Col·lecció privada                                      |
|        | W2.75 W1.54      | 1881      | La petita somnia La Petite rêve | Oli sobre tela 60 × 74             | Ordrupgaard Charlottenlund (Dinamarca)                  |
|        | W2.76 W1.50 S.10 | 1881      | Interior, carrer Carcel L'Intérieur, rue Carcel; ou Intérieur du peintre Paris, rue Carcel | Oli sobre tela 130 × 162           | Nasjonalgalleriet Oslo                                  |
|        | W2.77 W1.51      | 1881      | Interior amb Aline Intérieur avec Aline | Oli sobre tela 52,4 × 60,3         | Millennium Gallery Sheffield (Regne Unit)               |
|        | W2.78            | 1881      | Dos esobssos d'autoretrat Deux esquisses d'autoportrait | Oli sobre tela 54,4 × 66           | Col·lecció privada                                      |
|        | W2.80 W1.63 S.11 | 1881      | Gerro de flors davant la finestra Vase de fleurs à la fenêtre | Oli sobre tela 19 × 27             | Museu de Belles Arts Rennes                             |
|        | W2.81 W1.64      | 1881      | Flors i catifa Fleurs et tapis | Oli sobre tela 19 × 27             | Col·lecció privada                                      |
|        | W2.82 W1.58      | 1881      | Jardí de Pissarro, moll del Pothius, Pontoise Jardin de Pissarro, quai du Pothius, Pontoise | Oli sobre tela 65 × 54             | Col·lecció privada                                      |
|        | W2.83 W1.60      | 1881      | Vores de l'Oise Les Bords de l'Oise | Oli sobre tela 31 × 47             | Col·lecció privada                                      |
|        | W2.- W1.66       | 1882      | L'escultor Aubé i el seu fill Le Sculpteur Aubé et son fils | Pastel sobre paper 53 × 72         | Museu de Belles Arts de la Vila de París París          |
|        | W2.84 W1.76      | 1882      | Estudi de paisatge Étude de paysage | Oli sobre tela 25,5 × 20           | Ny Carlsberg Glyptotek Copenhaguen                      |
|        | W2.85 W1.70      | 1882      | Pedreres del Chou prop de Pontoise I Les Carrières du Chou près de Pontoise I | Oli sobre tela 60 × 73             | Col·lecció privada                                      |
|        | W2.86 W1.71      | 1882      | Pedreres del Chou prop de Pontoise II Les Carrières du Chou près de Pontoise II | Oli sobre tela 59,4 × 73           | Museu de Belles Arts del Canadà Ottawa                  |
|        | W2.88 W1.72      | 1882      | Pedrera als voltants de Pontoise Carrière aux environs de Pontoise | Oli sobre tela 89 × 116            | Kunsthaus Zuric                                         |
|        | W2.89 W1.-       | 1882      | Sender dels Gratte-Coqs La Sente des Gratte-Coqs | Oli sobre tela 54,4 × 45,5         | Col·lecció privada                                      |
|        | W2.90 W1.73      | 1882      | Barcassa blava La Péniche bleue | Oli sobre tela 31 × 47             | Lowe Art Museum Coral Gables (Florida)                  |
|        | W2.92 W1.-       | 1882      | Natura morta a la finestra À la fenêtre, nature morte | Oli sobre tela 54 × 65,3           | Ermitage Sant Petersburg                                |
|        | W2.94 W1.-       | 1880-1885 | Flors en un cistell Fleurs dans en panier | Oli sobre tela 45,3 × 53,5         | Col·lecció privada                                      |
|        | W2.95 W1.78      | 1882      | Flors i llibre japonès sobre una taula Fleurs et livre japonais sur une table | Oli sobre tela 57 × 70             | Ny Carlsberg Glyptotek Copenhaguen                      |
|        | W2.96 W1.77      | 1882      | Flors i llibres Fleurs et livres | Oli sobre taula 12,5 × 18,5        | Col·lecció privada                                      |
|        | W2.97 W1.75      | 1882-1883 | Neu en el carrer Carcel (I) La Neige rue Carcel (I) | Oli sobre tela 60 × 50             | Ny Carlsberg Glyptotek Copenhaguen                      |
|        | W2.98 W1.80      | 1883      | Neu en el carrer Carcel (II) La Neige rue Carcel (II) | Oli sobre tela 117 × 90            | Col·lecció privada                                      |
|        | W2.99 W1.84      | 1883      | Osny, carrer de Pontoise a l'hiver Osny, la rue de Pontoise en hiver; ou Osny, Entrée de village par la route de Pontoise                                                                          | Oli sobre taula de caoba 35 × 26,5 | Col·lecció privada                                      |
|        | W2.100 W1.89     | 1883      | Rierol, Osny Le Ruisseau, Osny | Oli sobre tela 54,5 × 65           | Col·lecció privada                                      |
|        | W2.101 W1.86     | 1883      | La granja de Busagny a Osny La Ferme de Busagny à Osny | Oli sobre tela 64,8 × 54,6         | Museu de Rhode Island School of Design Providence (EUA) |
|        | W2.102 W1.87     | 1883      | L'entrada a Osny amb temps de tempesta L'Entrée d'Osny par temps d'orage; ou Osny, Chemin montant                                                                                                  | Oli sobre tela 76,5 × 101          | Ny Carlsberg Glyptotek Copenhaguen                      |
|        | W2.103 W1.85     | 1883      | La granja de la Groue a Osny La Ferme de la Groue à Osny | Oli sobre tela 38 × 46,3           | Col·lecció privada                                      |
|        | W2.104 W1.-      | 1883      | Granja amb safareig a Osny La Ferme au lavoir, Osny | Oli sobre tela 73 × 54             | Col·lecció privada                                      |
|        | W2.105 W1.88     | 1883      | Camí amb pollancres a Osny Chemin au peupliers, Osny | Oli sobre tela 73 × 54             | Ny Carlsberg Glyptotek Copenhaguen                      |
|        | W2.106 W1.121    | 1883      | Camí a l'entrada d'Osny Route à l'entrée d'Osny, ou Entrée de village | Oli sobre tela 60 × 72,7           | Museu de Belles Arts Boston                             |
|        | W2.107 W1.90     | 1883      | Tomàquets i gerro d'estany sobre una taula Tomates et pot d'étain sur une table, ou Nature morte aux tomates                                                                                       | Oli sobre tela 60,4 × 73,4         | Col·lecció privada                                      |
|        | W2.108 W1.91     | 1883      | Dàlies i mandolina Dhalias et mandoline, ou Mandoline et cache-pot | Oli sobre tela 47,8 × 57,3         | Col·lecció privada                                      |
|        | W2.109 W1.41     | vers 1883 | Retrat de dona (Ingeborg Thaulow) Portrait de femme (Ingeborg Thaulow) | Oli sobre tela 32,5 × 24,5         | Col·lecció privada                                      |
|        | W2.110 W1.-      | 1883      | Retrat doble d'una noia (la petita Lafuite) Double portrait d'une fillette, probablement la petite Lafuite                                                                                         | Oli sobre tela 30,5 × 47,5         | Col·lecció privada                                      |
|        | W2.111 W1.82     | 1883      | Aline Gauguin i un dels seus germans Aline Gauguin et l'un de ses frères | Oli sobre tela 31 × 47,5           | Col·lecció privada                                      |

### 1884 Rouen
| Imatge | Catàlegs raonats   | Any       | Títol / original                                                                              | Tècnica / dimensions (cm)        | Museu / lloc                                            |
| ------ | ------------------ | --------- | --------------------------------------------------------------------------------------------- | -------------------------------- | ------------------------------------------------------- |
|        | W2.- W1.69         | vers 1884 | Retrat de William Lund Portrait de William Lund                                               | Pastel sobre paper 26 × 20,6     | Col·lecció privada                                      |
|        | W2.112 W1.-        | vers 1890 | Dues figures en un sofà Deux personnages sur un canapé, ou Vision d'artiste                   | Oli sobre tela 19,4 × 24,5       | Princeton University Art Museum Princeton (Nova Jersey) |
|        | W2.113 W1.128      | 1884      | Els nens en el carrer Les Enfants dans la rue                                                 | Oli sobre tela 55 × 46           | Col·lecció privada                                      |
|        | W2.114 W1.126      | 1884      | Carrer del Nord a Rouen La Rue du Nord à Rouen, ou Rue de village                             | Oli sobre tela 55 × 46           | Col·lecció privada                                      |
|        | W2.115 W1.127 S.19 | 1884      | El carrer Jouvenet a Rouen La Rue Jouvenet à Rouen                                            | Oli sobre tela 55 × 48,5         | Museu Thyssen-Bornemisza Madrid                         |
|        | W2.116 W1.100 S.15 | 1884      | Teulades blaves de Rouen Les Toits bleus, Rouen                                               | Oli sobre tela 74 × 60           | Col·lecció Oskar Reinhart Winterthur                    |
|        | W2.117 W1.124      | 1884      | La femada La Fumure des terres, ou La Rentrée du foin                                         | Oli sobre tela 58,4 × 72,4       | Museu Wallraf-Richartz Colònia                          |
|        | W2.118 W1.-        | 1884      | Jardí abandonat a Rouen Jardin abandonné à Rouen                                              | Oli sobre tela 65 × 54           | Col·lecció privada                                      |
|        | W2.119 W1.-        | 1884      | Primavera a Rouen Printemps à Rouen                                                           | Oli sobre tela 72,5 × 60         | Col·lecció privada                                      |
|        | W2.120 W1.-        | 1884      | Racó de jardí a Rouen Un Coin de jardin à Rouen, ou Vue d'un jardin, Rouen                    | Oli sobre tela 54 × 64,8         | Portland Art Museum                                     |
|        | W2.121 W1.125      | 1884      | La bassa Le Bassin, ou Le Bassin carré                                                        | Oli sobre tela 54 × 65           | Col·lecció privada                                      |
|        | W2.122 W1.111      | 1884      | Un carrer a Rouen Une Rue à Rouen, ou Personage sur la route                                  | Oli sobre tela 73 × 92           | Museu Thyssen-Bornemisza Madrid                         |
|        | W2.123 W1.118      | 1884      | Vista general de Rouen Vue générale de Rouen, ou Environs de Rouen                            | Oli sobre tela 57 × 87           | Col·lecció privada                                      |
|        | W2.- W1.119        | 1884      | Rodalia de Rouen Environs de Rouen                                                            | Aiguada sobre tela 13,6 × 52     | Ny Carlsberg Glyptotek Copenhagen                       |
|        | W2.124 W1.103      | 1884      | Església Saint-Ouen de Rouen L'Église Saint-Ouen à Rouen                                      | Oli sobre tela 91,5 × 72,8       | Col·lecció privada                                      |
|        | W2.126 W1.115      | 1884      | Al vessant À flanc de coteau                                                                  | Oli sobre tela 65 × 46           | Col·lecció privada                                      |
|        | W2.127 W1.117      | 1884      | Camí ascendent La Route montante                                                              | Oli sobre tela 46 × 38           | Col·lecció E.G. Bührle Zuric                            |
|        | W2.128 W1.111bis   | 1884      | Camí enfonsat Le Chemin creux                                                                 | Oli sobre tela 73 × 60           | Col·lecció privada                                      |
|        | W2.129 W1.-        | 1884      | Voltants de Rouen Environs de Rouen                                                           | Oli sobre tela 73 × 60           | Museu Wallraf-Richartz Colònia                          |
|        | W2.130 W1.102      | 1884      | Notre-Dame-des-Anges, Rouen                                                                   | Oli sobre tela 73 × 60           | Col·lecció privada                                      |
|        | W2.131 W1.106      | 1884      | Tres vaques Les Trois vaches                                                                  | Oli sobre tela 60 × 73           | Museu de Belles Arts de Winterthur Suïssa               |
|        | W2.132 W1.-        | 1884      | Verger sota l'església de Bihorel Un Verger au-dessous de l'église de Bihorel                 | Oli sobre tela 65,5 × 46         | Museu Thyssen-Bornemisza Madrid                         |
|        | W2.133 W1.114      | 1884      | Praderia envoltada d'arbres Prairie entourée d'arbres, ou L'Orée du bois                      | Oli sobre tela 60 × 73           | Col·lecció privada                                      |
|        | W2.134 W1.-        | 1884      | El galliner Le Poulailler                                                                     | Oli sobre tela 54,2 × 65,1       | Col·lecció privada                                      |
|        | W2.135 W1.110 S.16 | 1884      | Camí enfonsat en un pendent boscós Chemin creux dans une pente boisée, ou Sous-bois           | Oli sobre tela 55,5 × 46,1       | Museu de Belles Arts Boston                             |
|        | W2.137 W1.104      | 1884      | Jove ajaguda a l'herba Jeune femme couchée dans l'herbe, ou Fillette couchée dans une prairie | Oli sobre tela 73 × 60           | Col·lecció privada                                      |
|        | W2.138 W1.107      | 1884      | Vaca en un prat de Rouen Vache dans un pré, Rouen; ou Paysage de Normandie                    | Oli sobre tela 55,5 × 46,3       | Col·lecció privada                                      |
|        | W2.139 W1.105      | 1884      | Dues vaques en el prat Deux vaches au pré, ou Les Deux vaches                                 | Oli sobre tela 35,2 × 27,2       | Col·lecció privada                                      |
|        | W2.141 W1.-        | 1884      | Suburbi de Rouen Un Faubourg de Rouen                                                         | Oli sobre tela 55 × 46           | Col·lecció privada                                      |
|        | W2.142 W1.122      | 1884      | El Sena a Rouen La Seine à Rouen                                                              | Oli sobre tela 46,1 × 65,1       | Col·lecció privada                                      |
|        | W2.143 W1.120      | 1884      | Penya-segats de La Bouille Les Falaises de La Bouille                                         | Oli sobre tela 38 × 55,8         | Col·lecció privada                                      |
|        | W2.144 W1.133      | 1884      | Pomes, càntir i got irisat Pommes, cruche et verre irisé                                      | Oli sobre tela 55 × 46           | Col·lecció privada                                      |
|        | W2.145 W1.131 S.18 | 1884      | Gerro de peònies I Le Vase de pivoines I, ou Les Pivoines I                                   | Oli sobre tela 59,7 × 73         | National Gallery of Art Washington DC                   |
|        | W2.147 W1.212 S.26 | 1884-1886 | Flors i ocell (pandereta) Fleurs et oiseau, décor de tambourin                                | Oli sobre cuir 20 × 20           | Col·lecció privada                                      |
|        | W2.148 W1.182      | 1886      | Cistell de flors Panier de fleurs                                                             | Oli sobre tela 50 × 63,2         | Museu d'Art de Filadèlfia                               |
|        | W2.149 W1.-        | 1884      | Ram de moixera Bouquet de sorbier                                                             | Oli sobre tela 65,3 × 54,5       | Ermitage Sant Petersburg                                |
|        | W2.150 W1.134      | 1884      | Caputxines i dàlies en una cistella Capucines et dahlias dans une corbeille                   | Oli sobre tela 46 × 65           | Nasjonalgalleriet Oslo                                  |
|        | W2.151 W1.81 S.12  | 1884      | Clovis adormit Clovis endormi                                                                 | Oli sobre tela 46 × 55           | Col·lecció privada                                      |
|        | W2.152 W1.97       | 1884      | Retrat de Sophie Margrethe Manthey Mlle S. Manthey, Portrait de Sophie Margrethe Manthey      | Oli i guix sobre tela 41 × 33    | Museu Kröller-Müller Otterlo (Països Baixos)            |
|        | W2.- W1.98         | 1884      | Mademoiselle Manthey Mademoiselle Manthey, Jeune fille au chapeau                             | Pastel sobre paper 42,5 × 35,9   | Worcester Art Museum Worcester (Massachusetts)          |
|        | W2.153 W1.94 S.13  | 1884      | Retrat d'home Portrait d'homme                                                                | Oli sobre tela 59,3 × 46,4       | Col·lecció privada                                      |
|        | W2.154 W1.95 S.14  | 1884      | Mette Gauguin amb vestit de nit Mette Gauguin en robe de soir                                 | Oli sobre tela 65 × 54           | Nasjonalgalleriet Oslo                                  |
|        | W2.155 W1.-        | 1884      | Retrat d'Aline Portrait d'Aline                                                               | Oli sobre fusta amb talla 14 × 8 | Col·lecció privada                                      |
|        | W2.156 W1.29       | 1879-1884 | Isidore Gauguin, oncle de l'artista Isidore Gauguin, oncle de l'artiste                       | Oli sobre tela 27,6 × 19,1       | Museu d'Art Dallas                                      |
|        | W2.157 W1.-        | 1884      | Bust d'adolescent nua Buste d'adolescente nue                                                 | Oli sobre taula 24 × 20          | Col·lecció privada                                      |
|        | W2.159 W1.130      | 1884      | Testa de gat Tête de chat                                                                     | Oli sobre tela 11.8 × 9.2        | Col·lecció privada                                      |

### 1884-1885 Copenhaguen
| Imatge | Catàlegs raonats   | Any  | Títol / original | Tècnica / dimensions (cm)  | Museu / lloc                                 |
| ------ | ------------------ | ---- | --- | -------------------------- | -------------------------------------------- |
|        | W2.160 W1.99       | 1884 | Neu a Copenhaguen La Neige à Copenhague                                                                                 | Oli sobre tela 73,6 × 60,4 | Col·lecció privada                           |
|        | W2.161 W1.148      | 1884 | Patinadors en el parc de Frederiksberg Patineurs dans le parc de Frederiksberg                                          | Oli sobre tela 65 × 54     | Ny Carlsberg Glyptotek Copenhaguen           |
|        | W2.163 W1.149      | 1885 | Camí vorejat d'arbres a Rouen II Route bordée d'arbres à Rouen II, ou Route de Rouen III                                | Oli sobre tela 57 × 40     | Ny Carlsberg Glyptotek Copenhaguen           |
|        | W2.164 W1.176      | 1885 | Natura morta en un interior Nature morte dans un intérieur                                                              | Oli sobre tela 60 × 74     | Col·lecció privada Lausana                   |
|        | W2.165 W1.138 S.20 | 1885 | Gauguin davant el seu cavallet Gauguin devant son chevalet                                                              | Oli sobre tela 65,2 × 54,3 | Kimbell Art Museum Fort Worth (Texas)        |
|        | W2.167 W1.143      | 1885 | La fi de l'hivern a Copenhaguen La Fin de l'hiver à Copenhague, ou Paysage d'hiver à Copenhague                         | Oli sobre tela 46,5 × 32   | Col·lecció privada                           |
|        | W2.168 W1.177      | 1885 | Ram de lilàs Bouquet de lilas                                                                                           | Oli sobre tela 34,9 × 27   | Museu Thyssen-Bornemisza Madrid              |
|        | W2.169 W1.173 S.24 | 1885 | Natura morta amb mandolina Nature morte à la mandoline                                                                  | Oli sobre tela 61 × 51     | Museu d'Orsay París                          |
|        | W2.170 W1.178 S.25 | 1885 | Dos gerros de flors i un ventall Deux vases de fleurs et un éventail                                                    | Oli sobre tela 99,5 × 64   | Col·lecció privada                           |
|        | W2.171 W1.174      | 1885 | Natura morta amb ampolleta i figureta Nature morte avec carafon et figurine                                             | Oli sobre tela 46 × 65     | Col·lecció privada                           |
|        | W2.172             | 1885 | Flors d'estiu en un vas Fleurs d'été dans un gobelet                                                                    | Oli sobre tela 33 × 24,8   | Col·lecció privada                           |
|        | W2.173 W1.142      | 1885 | El parc d'Østervold a Copenhaguen Le Parc d'Østervold à Copenhague                                                      | Oli sobre tela 60 × 73     | Galeria d'Art i Museu de Kelvingrove Glasgow |
|        | W2.174 W1.141      | 1885 | El molí de la Reina en el parc Østervold Le Moulin de la Reine dans le parc Østervold, ou Le Parc de l'Est à Copenhague | Oli sobre tela 92,5 × 73,4 | Ny Carlsberg Glyptotek Copenhaguen           |
|        | W2.175 W1.144      | 1885 | Conversa Conversation                                                                                                   | Oli sobre tela 60 × 74     | Col·lecció privada                           |

### 1885-1886 Dieppe, París
| Imatge | Catàlegs raonats       | Any       | Títol / original                                                                               | Tècnica / dimensions (cm)             | Museu / lloc                                       |
| ------ | ---------------------- | --------- | ---------------------------------------------------------------------------------------------- | ------------------------------------- | -------------------------------------------------- |
|        | W2.178 W1.166          | 1885      | Platja de Dieppe La Plage à Dieppe                                                             | Oli sobre tela 71,5 × 71,4            | Ny Carlsberg Glyptotek Copenhaguen                 |
|        | W2.179 W1.167          | 1885      | Banyistes a Dieppe Baigneuses à Dieppe, ou Femmes se baignant                                  | Oli sobre tela 38,1 × 46,2            | Museu Nacional d'Art Occidental Tòquio             |
|        | W2.180 W1.169          | 1885      | El port de Dieppe Le Port de Dieppe                                                            | Oli sobre tela 60,2 × 72,3            | Manchester Art Gallery                             |
|        | W2.181 W1.-            | 1885      | Penya-segat prop de Dieppe Falaise près de Dieppe                                              | Oli sobre taula 18,5 × 23,5           | Col·lecció privada                                 |
|        | W2.183 W1.165          | 1885      | La casa blanca La Maison blanche                                                               | Oli sobre tela 74 × 60                | Col·lecció privada                                 |
|        | W2.184 W1.161          | 1885      | Oques en el prat Les Oies dans le pré                                                          | Oli sobre tela 56 × 100               | Museu d'Art de Portland                            |
|        | W2.186 W1.172          | 1885      | Els arbres pelats Les Arbres dénudés                                                           | Oli sobre tela 40,7 × 26,8            | Col·lecció privada                                 |
|        | W2.187 W1.-            | 1885      | Sega de farratge als voltants de Dieppe La Fenaison aux environs de Dieppe                     | Oli sobre tela 59 × 73                | Museu Nacional de Belles Arts d'Alger              |
|        | W2.188 W1.163          | 1885      | Estable prop de Dieppe I Étable près de Dieppe I, ou Chaumière en Normandie II                 | Oli sobre tela 35 × 27                | Col·lecció privada                                 |
|        | W2.189 W1.162          | 1885      | Estable prop de Dieppe II Étable près de Dieppe II, ou Chaumière en Normandie I                | Oli sobre tela 74 × 59                | Col·lecció privada                                 |
|        | W2.190 W1.157          | 1885      | Vaca i cavall en un prat Vache et cheval dans un pré                                           | Oli sobre tela 59,7 × 72,5            | Col·lecció privada                                 |
|        | W2.191 W1.160          | 1885      | Vaques prop de Dieppe Vaches près de Dieppe, ou Vaches au repos                                | Oli sobre tela 64 × 80                | Museu Boijmans Van Beuningen Rotterdam             |
|        | W2.192 W1.158 S.22     | 1885      | Vaques a l'abeurador, o Racó de toll Vaches à l'abreuvoir, ou Coin de mare                     | Oli sobre tela 80 × 64                | Galleria d'Arte Moderna Milà                       |
|        | W2.193 W1.-            | 1885      | Teulada vermella a la vora de l'aigua Le Toit rouge au bord de l'eau, ou Paysage au toit rouge | Oli sobre tela 81,5 × 66              | Museu d'Art de Basilea                             |
|        | W2.194 W1.191 S.34     | 1885      | L'abeurador L'Abreuvoir I                                                                      | Oli sobre tela 59,5 × 72,5            | Col·lecció privada                                 |
|        | W2.195 W1.155          | 1885      | El sender de Père Jean La Sente du père Jean                                                   | Oli sobre tela 81 × 65                | Museu Mohamed Mahmoud Khalil El Caire              |
|        | W2.196 W1.153          | 1885      | Noi a la vora de l'aigua Jeune garçon au bord de l'eau, ou Le Ruisseau I                       | Oli sobre tela 65 × 81                | Col·lecció privada                                 |
|        | W2.197 W1.151          | 1885      | El marge del bosc La Lisière de la forêt (II)                                                  | Oli sobre tela 81 × 65                | Col·lecció privada                                 |
|        | W2.198 W1.150          | 1885      | Camí en la fageda Chemin dans la hêtraie, ou La Lisière de la forêt I                          | Oli sobre tela 55 × 46                | Aargauer Kunsthaus Aarau (Suïssa)                  |
|        | W2.199 W1.152 S.21     | 1885      | Ase a la vora del camí L'Âne au bord du chemin, ou La Lisière de la forêt III                  | Oli sobre tela 81 × 64,5              | Museu Kröller-Müller Otterlo (Països Baixos)       |
|        | W2.200 W1.156          | 1885      | Els salzes Les Saules                                                                          | Oli sobre tela 89,4 × 48,2            | Col·lecció privada                                 |
|        | W2.201 W1.175          | 1885      | Dàlies en un gerro de coure Dahlias dans un vase en cuivre                                     | Oli sobre tela 71,5 × 58,5            | Col·lecció privada                                 |
|        | W2.202 W1.181          | 1885      | Enoteres en un gerro Œnothères dans en vase                                                    | Oli sobre tela 32 × 46                | Col·lecció privada                                 |
|        | W2.203 W1.159          | 1885      | L'abeurador II L'Abreuvoir II                                                                  | Oli sobre tela 46 × 55                | Col·lecció privada                                 |
|        | W2.204 W1.171          | 1885      | A la vora del rierol, la tardor Au Bord du ruisseau, automne                                   | Oli sobre tela 46 × 38                | Col·lecció privada                                 |
|        | W2.205 W1.136          | 1885      | Retrat del pintor Granchi-Taylor Portrait du peintre Granchi-Taylor                            | Oli sobre tela 46,1 × 55              | Museu d'Art de Basilea                             |
|        | W2.206 W1.137          | 1886      | Retrat de Philibert Favre Portrait de Philibert Favre                                          | Oli sobre tela 32,5 × 24,5            | Col·lecció privada                                 |
|        | W2.- W1.214 S.27       | 1886      | Cistella de flors i de fruites Corbeille de fleurs et de fruits                                | Aiguada sobre seda inacabat 26 × 56,8 | Col·lecció privada                                 |
|        | W2.207 W1.186 S.30     | 1886      | La filla del patró La Fille du patron                                                          | Oli sobre tela 55,3 × 46              | Musée du Prieuré Saint-Germain-en-Laye             |
|        | W2.208 W1.187 S.31     | 1886      | Clovis llegint Clovis (Le Liseur)                                                              | Oli sobre tela 56,6 × 40,8            | Col·lecció privada Museu de Belles Arts del Canadà |
|        | W2.210 W1.188 S.32     | 1886      | Neu en el suburbi Neige en banlieue                                                            | Oli sobre tela 77,5 × 56              | Col·lecció privada                                 |
|        | W2.211 W1.193 S.33     | 1886      | Foc a la vora de l'aigua Le Feu au bord de l'eau                                               | Oli sobre tela 60 × 38                | Museu Thyssen-Bornemisza Madrid                    |
|        | W2.212 W1.168          | 1886      | Goleta i tres arbres en el moll Goélette et trois-mâts à quai, ou Bateaux au port              | Oli sobre tela 73,5 × 59,5            | Col·lecció privada                                 |
|        | W2.213 W1.-            | 1886      | El port de Bordeus Le Port de Bordeaux                                                         | Oli sobre tela 38 × 46,5              | Col·lecció privada                                 |
|        | W2.214 W1.164 S.23     | 1886      | A Sèvres À Sèvres                                                                              | Oli sobre tela 55 × 46                | Col·lecció privada                                 |
|        | W2.215 W1.381bis S.207 | 1886-1889 | Fruites en un bol Fruits dans une coupe                                                        | Oli sobre tela 33 × 45                | Col·lecció privada                                 |
|        | W2.216 W1.183          | 1886      | Natura morta amb cap de cavall Nature morte à la tête de cheval                                | Oli sobre tela 49 × 38,5              | Museu d'Art Bridgestone Tòquio                     |

### 1886-1887 Bretanya
| Imatge | Catàlegs raonats      | Any       | Títol / original | Tècnica / dimensions (cm)                | Museu / lloc                                          |
| ------ | --------------------- | --------- | --- | ---------------------------------------- | ----------------------------------------------------- |
|        | W2.217 W1.208 S.38    | 1886      | Les tovalles blanques La Nappe blanche                                                                                      | Oli sobre taula 54,4 × 58,2              | Museu d'Art Pola Hakone (Japó)                        |
|        | W2.218 W1.-           | 1886      | Gerro amb caputxines i faiança de Quimper Vase aux capucines et faïence de Quimper                                          | Oli sobre taula 33,2 × 41,1              | Museu de Belles Arts del Canadà Ottawa                |
|        | W2.219 W1.-           | 1886      | Ram de flors d'estiu i esclops Bouquet de fleurs d'été et sabots                                                            | Oli sobre tela 33 × 42                   | Col·lecció privada                                    |
|        | W2.220 W1.-           | 1886      | El barret vermell Le Chapeau rouge                                                                                          | Oli sobre tela 45 × 53                   | Col·lecció privada                                    |
|        | W2.221 W1.272 S.103   | 1886      | Bany al molí del Bois d'Amour La Baignade au moulin du Bois d'Amour                                                         | Oli sobre tela 60 × 73                   | Museu d'Art Hiroshima                                 |
|        | W2.222 W1.197 S.40    | 1886      | Dona i nen en un sotabosc a Pont-Aven Pont-Avennoise et enfant dans un sous-bois, ou L'Allée dans la forêt                  | Oli sobre tela 93 × 73,1                 | Museu d'Art Pola Hakone (Japó)                        |
|        | W2.223 W1.198 S.42    | 1886      | Banyada davant el port de Pont-Aven La Baignade devant le port de Pont-Aven                                                 | Oli sobre tela 81,5 × 60                 | Dixon Gallery & Gardens Memphis (Tennessee)           |
|        | W2.224 W1.196 S.45    | 1886      | Bugaderes a Pont-Aven Les Lavandières à Pont-Aven                                                                           | Oli sobre tela 71 × 90                   | Museu d'Orsay París                                   |
|        | W2.225 W1.199 S.46    | 1886      | El camp Lollichon i l'església de Pont-Aven Le Champ Lollichon et l'église de Pont-Aven, ou Le Champ Derout-Lollichon I     | Oli sobre tela 71,3 × 92                 | Col·lecció privada                                    |
|        | W2.226 W1.200 S.47    | 1886      | Racó del camp Lollichon Un coin du champ Lollichon, ou Le Champ Derout-Lollichon II                                         | Oli sobre tela 59,4 × 92,1               | Museu d'Art del Comtat de Los Angeles                 |
|        | W2.227 W1.195 S.44    | 1886      | La muntanya Sainte-Marguerite des dels voltants del presbiteri La Montagne Sainte-Marguerite vue des environs du presbytère | Oli sobre tela 60 × 73                   | Col·lecció privada                                    |
|        | W2.230 W1.-           | 1886      | Granja a la Bretanya I Ferme en Bretagne I                                                                                  | Oli sobre taula 21,5 × 30                | Col·lecció privada                                    |
|        | W2.231 W1.194 S.43    | 1886      | Granja a la Bretanya II Ferme en Bretagne II                                                                                | Oli sobre tela 73 × 112                  | Col·lecció privada                                    |
|        | W2.233 W1.203 S.48    | 1886      | Pastora bretona La Bergère bretonne                                                                                         | Oli sobre tela 60,4 × 73,3               | Laing Art Gallery and Museum Newcastle-upon-Tyne (RU) |
|        | W2.234 W1.206 S.51    | 1886      | Vaques vora el mar Vaches au bord de la mer                                                                                 | Oli sobre tela 74,9 × 111,8              | Col·lecció privada                                    |
|        | W2.235 W1.205 S.50    | 1886      | Costa rocosa La Côte rocheuse, ou Rochers au bord de la mer                                                                 | Oli sobre tela 71 × 92                   | Kuntsmuseum Goteborg                                  |
|        | W2.236 W1.206bis S.52 | 1886      | Roques en el mar Les Rochers dans la mer, ou Rochers et mer                                                                 | Oli sobre tela 71 × 91.5                 | Col·lecció privada                                    |
|        | W2.237 W1.201 S.54    | 1886      | Quatre bretones Bretonnes causant, ou Quatre Bretonnes                                                                      | Oli sobre tela 71,8 × 91,4               | Neue Pinakothek Munic                                 |
|        | W2.238 W1.207 S.39    | 1886      | Natura morta amb perfil de Laval Nature morte au profil de Laval                                                            | Oli sobre tela 46 × 38                   | Museu d'Art Indianàpolis                              |
|        | W2.239 W1.209 S.37    | 1886      | Rams i ceràmica sobre una còmoda Bouquets et céramique sur une commode                                                      | Oli sobre tela 60 × 73                   | Col·lecció privada                                    |
|        | W2.240 W1.213 S.35    | 1886      | Pandereta decorada de fruites Fruis, décor de tambourin                                                                     | Oli sobre pell 18 × 18                   | Col·lecció privada                                    |
|        | W2.- W1.-             | 1886-1888 | Riba de l'Aven Bord de l'Aven                                                                                               | Oli sobre tela 46 × 37                   | Col·lecció privada                                    |
|        | W2.241 W1.215 S.55    | 1887      | Dues banyistes Deux baigneuses, ou La Baignade                                                                              | Oli sobre tela 130 × 97,5                | Museu Nacional de Belles Arts Buenos Aires            |
|        | W2.- W1.216 S.-       | 1887      | El bany La Baignade II | Pastel i aiguada sobre paper 11,5 × 40,5 | Col·lecció privada                                    |

### 1887 Martinica
| Imatge | Catàlegs raonats    | Any  | Títol / original | Tècnica / dimensions (cm)  | Museu / lloc                                 |
| ------ | ------------------- | ---- | --- | -------------------------- | -------------------------------------------- |
|        | W2.242 W1.217 S.57  | 1887 | La rada de Saint-Pierre vista des de l'Anse Turin, o Vora mar I La Rade de Saint-Pierre vue de l'anse Turin, ou Bord de mer I  | Oli sobre tela 54 × 90     | Ny Carlsberg Glyptotek Copenhaguen           |
|        | W2.243 W1.231 S.72  | 1887 | Palmeres a Martinica Palmiers Martinique                                                                                       | Oli sobre tela 112 × 87    | Col·lecció privada                           |
|        | W2.244 W1.230 S.71  | 1887 | Cabanes sota els arbres Scène martiniquaise au manguier, ou Huttes sous les arbres                                             | Oli sobre tela 92,2 × 72   | Col·lecció privada Nova York                 |
|        | W2.245 W1.-         | 1887 | Anades i vingudes, Martinica Allés et venues, Martinique                                                                       | Oli sobre tela 72,5 × 92   | Museu Thyssen-Bornemisza Madrid              |
|        | W2.246 W1.226 S.59  | 1887 | Curs d'aigua sota els arbres, Martinica Cours d'eau sous les arbres, Martinique; ou La Mare                                    | Oli sobre tela 90 × 150    | Neue Pinakothek Munic                        |
|        | W2.247 W1.-         | 1887 | Praderia martiniquesa Prairie martiniquaise                                                                                    | Oli sobre tela 67 × 114,5  | Col·lecció privada                           |
|        | W2.248 W1.232 S.61  | 1887 | Vegetació tropical (Martinica) Végétation tropicale, Martinique                                                                | Oli sobre tela 117 × 89,8  | National Gallery of Scotland Edimburg        |
|        | W2.249 W1.221 S.64  | 1887 | Prop de les cabanes Près des cases, ou Autour des huttes                                                                       | Oli sobre tela 90 × 55     | Col·lecció privada Miami                     |
|        | W2.250 W1.224 S.67  | 1887 | Collita de fruita, o En els mangos La Cueillette des Fruits, ou Aux Mangos                                                     | Oli sobre tela 89 × 116    | Museu van Gogh Amsterdam                     |
|        | W2.251 W1.227 S.68  | 1887 | Conversa als tròpics Conversation (Tropiques), ou Negresses Causant                                                            | Oli sobre tela 61,5 × 76   | Col·lecció privada Dallas                    |
|        | W2.252 W1.222 S.65  | 1887 | A la vora del riu Au bord de la rivière                                                                                        | Oli sobre tela 54,5 × 65,5 | Museu van Gogh Amsterdam                     |
|        | W2.253 W1.218 S.58  | 1887 | Portadores de fruita a l'Anse Turin, o Vora mar II Porteuses de fruits à l'anse Turin, ou Bord de mer II                       | Oli sobre tela 46 × 61     | Col·lecció privada París                     |
|        | W2.255 W1.234 S.60  | 1887 | La petita bugadera La Petite laveuse                                                                                           | Oli sobre tela 32,4 × 45,1 | Col·lecció privada                           |
|        | W2.256 W1.238 S.56  | 1887 | Natura morta amb mangos i flor d'hibisc Nature morte aux mangos et à la fleur d'hibiscus, ou Fruits exotiques et fleurs rouges | Oli sobre tela 32,4 × 47   | Museu de Belles Arts de Houston              |
|        | W2.257 W1.533 S.355 | 1887 | Natura morta amb esbós de Delacroix Nature morte à l'esquisse de Delacroix                                                     | Oli sobre tela 45 × 30     | Museu d'Art Modern i Contemporani Estrasburg |

### 1888 Bretanya
| Imatge | Catàlegs raonats    | Any       | Títol / original | Tècnica / dimensions (cm)           | Museu / lloc                            |
| ------ | ------------------- | --------- | --- | ----------------------------------- | --------------------------------------- |
|        | W2.258 W1.314 S.155 | 1888      | Madame Alexandre Kohler Portrait de Mme Alexandre Kohler                                                                | Oli sobre lli 46,3 × 38             | National Gallery of Art Washington DC   |
|        | W2.259 W1.377 S.201 | 1888-1889 | Natura morta amb ventall Nature morte à l'éventail                                                                      | Oli sobre tela 50 × 61              | Museu d'Orsay París                     |
|        | W2.260 W1.287 S.119 | 1888      | Natura morta amb estampa japonesa Nature morte à l'estampe japonaise                                                    | Oli sobre tela 31,7 × 55,5          | Col·lecció privada                      |
|        | W2.261 W1.291 S.123 | 1888      | Pomes i bol, o Natura morta per l'amic Jacob Pommes et bol, ou Nature morte à l'ami Jacob                               | Oli sobre tela 27 × 35              | Col·lecció privada Winterthur           |
|        | W2.262 W1.292 S.124 | 1888      | Ram de flors davant una finestra oberta a la mar Bouquet de fleurs devant une fenêtre ouverte sur la mer                | Oli sobre tela 73 × 92              | Museu d'Orsay París                     |
|        | W2.263 W1.289 S.121 | 1888      | Natura morta amb copa de ceràmica Nature morte à la coupe en céramique                                                  | Oli sobre tela 56,6 × 64,8          | Col·lecció privada                      |
|        | W2.264 W1.248 S.75  | 1888      | Pont-Aven sota la neu Pont-Aven sous la neige                                                                           | Oli sobre tela 73 × 92              | Konstmuseum Goteborg                    |
|        | W2.265 W1.256 S.78  | 1888      | Hivern a Pont-Aven, petit bretó i recol·lectora L'Hiver à Pont-Aven, petit Breton et ramasseuse; ou Petit berger breton | Oli sobre tela 89,3 × 116,6         | Museu Nacional d'Art Occidental Tòquio  |
|        | W2.266 W1.- S.115   | 1888      | Bordes a la falda de la muntanya Sainte-Marguerite Chaumières au flanc de la montagne Sainte-Marguerite                 | Oli sobre plafó 47,1 × 62,6         | Col·lecció privada                      |
|        | W2.267 W1.254 S.92  | 1888      | Bretona amb càntir Bretonne à la cruche                                                                                 | Oli sobre tela 92 × 72              | Col·lecció privada                      |
|        | W2.268 W1.261 S.81  | 1888      | L'Aven al peu de la muntanya Sainte-Marguerite L'Aven en contrebas de la montagne Sainte-Marguerite                     | Oli sobre tela 72,9 × 92,2          | Museu d'Art Brigdestone Tòquio          |
|        | W2.269 W1.260 S.82  | 1888      | En l'Aven més amunt de Pont-Aven Sur l'Aven en amont de Pont-Aven, ou La Prairie au bord de l'Aven                      | Oli sobre tela 60,9 × 72,9          | Col·lecció privada Suïssa               |
|        | W2.270 W1.- S.74    | 1888      | Vall de l'Aven més amunt de Pont-Aven La Vallée de l'Aven en amont de Pont-Aven                                         | Oli sobre tela 71,1 × 89,5          | National Gallery of Art Washington DC   |
|        | W2.271 W1.252 S.90  | 1888      | Bretones al tombant d'un camí Bretonnes au tournant d'une route, ou Bretonnes et veau                                   | Oli sobre tela 91 × 72              | Ny Carlsberg Glyptotek Copenhaguen      |
|        | W2.273 W1.258 S.80  | 1888      | Petit bretó arranjant el seu esclop Fin d'hiver à Pont-Aven, Breton et veau; ou Petit Breton arrangeant son sabot       | Oli sobre tela 90,5 × 71            | Ny Carlsberg Glyptotek Copenhaguen      |
|        | W2.274 W1.277 S.107 | 1888      | Joc d'oques Jeux d'oies, ou Paysage aux canards                                                                         | Oli sobre tela 73 × 91,5            | Col·lecció privada                      |
|        | W2.275 W1.262 S.94  | 1888      | Pescadors bretons Pêcheurs bretons, ou Pêcheurs à la ligne                                                              | Oli sobre tela 72.5 × 60            | Col·lecció privada                      |
|        | W2.276 W1.266 S.98  | 1888      | Cala enfront del port de Pont-Aven Crique en face du port de Pont-Aven                                                  | Oli sobre tela 73 × 92              | Col·lecció privada                      |
|        | W2.277 W1.267 S.99  | 1888      | Salze a la vora de l'Aven Le Saule au bord de l'Aven                                                                    | Oli sobre tela 76,3 × 62,5          | Col·lecció privada                      |
|        | W2.278 W1.268 S.100 | 1888      | Camí descendent cap l'Aven Chemin descendant vers l'Aven, ou Petite crique davant le port de Pont-Aven                  | Oli sobre tela 92 × 73              | Ordrupgaard Charlottenlund (Dinamarca)  |
|        | W2.279 W1.249 S.77  | 1888      | Primavera a Lézaven Printemps à Lézaven, ou Les Premières fleurs                                                        | Oli sobre tela 70 × 92              | Col·lecció privada                      |
|        | W2.280 W1.250 S.76  | 1888      | Conversa en els prats Conversation dans les prés, Pont-Aven; ou Berger et bergère dans un pré                           | Oli sobre tela 92,5 × 73            | Museu d'Art Modern Brussel·les          |
|        | W2.281 W1.370 S.165 | 1888-1889 | Vista de Pont-Aven des de Lézaven Vue sur Pont-Aven prise de Lézaven                                                    | Oli sobre cartó 70 × 54             | Col·lecció privada                      |
|        | W2.282 W1.265 S.97  | 1888      | Gossos corrent en la praderia Course de chiens dans la prairie                                                          | Oli sobre tela 92 × 72,5            | Museu Thyssen-Bornemisza Madrid         |
|        | W2.283 W1.276 S.83  | 1888      | Galls dindi a Pont-Aven Les Dindons, Pont-Aven                                                                          | Oli sobre tela 91,5 × 71,9          | Col·lecció privada                      |
|        | W2.284 W1.279 S.109 | 1888      | Vaca ajaguda al peu d'un arbre, o Vaca agenollada Vache couchée au pied d'un arbre, ou Vache accroupie                  | Oli sobre tela 47,4 × 34            | Col·lecció privada                      |
|        | W2.285 W1.263 S.95  | 1888      | El riu blanc La Rivière blanche                                                                                         | Oli sobre tela a doble cara 60 × 72 | Museu de Grenoble                       |
|        | W2.286 W1.280 S.111 | 1888      | L'esclopaire Le Sabotier                                                                                                | Oli sobre tela a doble cara 58 × 49 | Museu de Belles Arts Pont-Aven (França) |
|        | W2.287 W1.269 S.101 | 1888      | Collita de fenc a la Bretanya La Fenaison en Bretagne                                                                   | Oli sobre tela 73 × 92              | Museu d'Orsay París                     |
|        | W2.288 W1.285 S.117 | 1888      | Roques en la costa Rochers sur la côte, ou La Crique II                                                                 | Oli sobre tela a doble cara 49 × 58 | Museu de Belles Arts Pont-Aven (França) |
|        | W2.289 W1.284 S.116 | 1888      | Roques en la costa bretona Rochers sur la côte bretonne, ou La Crique I                                                 | Oli sobre tela 59,8 × 92,8          | Col·lecció privada                      |
|        | W2.290 W1.-         | 1888      | Retrat presumptament de Marie Lagadu Portrait présumé de Marie Lagadu                                                   | Oli sobre tela 32,5 × 40,5          | Col·lecció privada                      |
|        | W2.291 W1.384 S.224 | 1888      | Autoretrat per l'amic Carrière Autoportrait à l'ami Carrière                                                            | Oli sobre tela 46,5 × 38,6          | National Gallery of Art Washington DC   |
|        | W2.292 W1.242 S.129 | 1888      | Noia davant una finestra Jeune femme devant une fenêtre, ou La Fiancée                                                  | Oli sobre tela 24 × 41              | Col·lecció privada                      |
|        | W2.293 W1.244 S.85  | 1888      | Retrat d'una dona de Pont-Aven (potser Marie Louarn) Portrait d'une Pont-avennoise, peut-être Marie Louarn              | Oli sobre tela 33 × 23              | Col·lecció privada                      |
|        | W2.295 W1.-         | 1888      | Petit banyista bretó Petit baigneur breton                                                                              | Oli sobre taula 28,6 × 21,3         | Col·lecció privada                      |
|        | W2.296 W1.251 S.89  | 1888      | La rotllana de les petites bretones La Ronde des petites Bretonnes                                                      | Oli sobre tela 73 × 92,7            | National Gallery of Art Washington DC   |
|        | W2.297 W1.275 S.106 | 1888      | Joves banyistes bretons Jeunes baigneurs bretons                                                                        | Oli sobre tela 92 × 73              | Kunsthalle Hamburg                      |
|        | W2.298 W1.273 S.104 | 1888      | Joves lluitadors, o Nens lluitant I Les Jeunes lutteurs, ou Enfants luttant I                                           | Oli sobre tela 93 × 73              | Col·lecció privada                      |
|        | W2.299 W1.274 S.105 | 1888      | Nens lluitant II Enfants luttant II                                                                                     | Oli sobre tela 33,5 × 24            | Col·lecció privada                      |
|        | W2.300 W1.264 S.96  | 1888      | Pescador i banyistes a l'Aven Pêcheur et baigneurs sur l'Aven                                                           | Oli sobre tela 73 × 60              | Col·lecció privada                      |
|        | W2.301 W1.290 S.122 | 1888      | Natura morta Festa Gloanec Nature morte Fête Gloanec                                                                    | Oli sobre tela 38 × 53              | Museu de Belles Arts Orleans            |
|        | W2.302 W1.255 S.79  | 1888      | El porquerol Le Gardien de porcs                                                                                        | Oli sobre tela 73 × 93              | Museu d'Art del Comtat de Los Angeles   |
|        | W2.303 W1.286 S.118 | 1888      | L'onada La Vague | Oli sobre tela 60 × 73              | Col·lecció privada                      |
|        | W2.304 W1.-         | 1888      | Retrat d'un nen Portrait de petit garçon                                                                                | Oli sobre tela 23 × 23              | Fundació Bemberg Tolosa de Llenguadoc   |
|        | W2.305 W1.240 S.130 | 1888      | Retrat de Madeleine Bernard Portrait de Madeleine Bernard                                                               | Oli sobre tela a doble cara 72 × 58 | Museu de Pintura i Escultura Grenoble   |
|        | W2.306 W1.241 S.128 | 1888      | El capità Jacob Le Capitaine Jacob                                                                                      | Oli sobre tela 31 × 43,5            | Col·lecció privada París                |
|        | W2.307 W1.278 S.108 | 1888      | Bretona i oca a la vora de l'aigua Bretonne et oie au bord de l'eau                                                     | Oli sobre tela 25 × 39,5            | Col·lecció privada Nova Orleans         |
|        | W2.308 W1.245 S.88  | 1888      | La visió del sermó, o La lluita de Jacob amb l'àngel La Vision du sermon, ou La Lutte de Jacob avec l'ange              | Oli sobre tela 72,2 × 91            | National Gallery of Scotland Edimburg   |
|        | W2.309 W1.239 S.131 | 1888      | Autoretrat amb retrat de Bernard, o Els Miserables Autoportrait avec portrait de Bernard, 'Les Misérables'              | Oli sobre tela 45,5 × 50,3          | Museu van Gogh Amsterdam                |
|        | W2.310 W1.282 S.113 | 1888      | Marina amb vaca Marine avec vache, ou Au bord du gouffre                                                                | Oli sobre tela 72,5 × 61            | Museu d'Orsay París                     |
|        | W2.- W1.295 S.125   | 1888      | Gatet menjant en una escudella Petit chat mangeant dans une écuelle                                                     | Aiguada sobre paper 20 × 42,5       | Col·lecció privada                      |
|        | W2.311 W1.293 S.127 | 1888      | Natura morta amb tres cadells Nature morte aux trois petits chiens                                                      | Oli sobre fusta 91,8 × 62,6         | Museu d'Art Modern Nova York            |
|        | W2.312 W1.288 S.120 | 1888      | Natura morta amb fruits dedicada a Laval Nature morte aux fruits (dédicacée à Laval)                                    | Oli sobre tela 43 × 58              | Museu Puixkin Moscou                    |
|        | W2.313 W1.253 S.91  | 1888      | Tardor a Pont-Aven, o L'Aven a través de Pont-Aven L'Automne à Pont-Aven, ou L'Aven à travers Pont-Aven                 | Oli sobre tela 72 × 93              | Col·lecció privada                      |

### 1888 Arle
| Imatge | Catàlegs raonats           | Any       | Títol / original                                                                                        | Tècnica / dimensions (cm)     | Museu / lloc                           |
| ------ | -------------------------- | --------- | --- | ----------------------------- | -------------------------------------- |
|        | W2.314 W1.307 S.138        | 1888 oct. | Els Aliscamps (Les tres gràcies al temple de Venus) Les Alyscamps (Les Trois grâces au temple de Venus) | Oli sobre tela 91,5 × 72,5    | Museu d'Orsay París                    |
|        | W2.315 W1.308 S.139        | 1888      | Paller, rodalia d'Arle La Meule, environs d'Arles; ou Ferme à Arles                                     | Oli sobre tela 91,5 × 72,5    | Museu d'Art Indianapolis               |
|        | W2.316 W1.306 S.137        | 1888 oct. | Passeig dels Aliscamps Les Alyscamps, chute des feuilles; ou L'Allée des Alyscamps                      | Oli sobre tela 72,5 × 91,5    | Museu d'Art Sompo Japan Tòquio         |
|        | W2.317 W1.304 S.142        | 1888      | Misèries humanes Misères humaines, ou Vendages à Arles                                                  | Oli sobre jute 73,5 × 92      | Ordrupgaard Charlottenlund (Dinamarca) |
|        | W2.318 W1.305 S.145        | 1888 nov. | Cafè de nit a Arle Café de Nuit, Arles                                                                  | Oli sobre jute 73 × 92        | Museu Puixkin Moscou                   |
|        | W2.319 W1.246/311 S.88/134 | 1888      | Els arbres blaus (Hi passaràs, bonica) Les Arbres bleus (Vous y passerez, la belle)                     | Oli sobre jute 93 × 73        | Ordrupgaard Charlottenlund (Dinamarca) |
|        | W2.320 W1.301 S.143        | 1888      | Dona amb porcs, en plena canícula La Femme aux chocons, en pleine chaleur                               | Oli sobre jute 73 × 92        | Col·lecció privada                     |
|        | W2.321 W1.294 S.126        | 1888      | El gatet, o Gatet amb tres pomes Le Petit chat, ou Le Petit chat aux trois pommes                       | Oli sobre tela 72 × 24        | Col·lecció privada                     |
|        | W2.322 W1.302 S.140        | 1888      | Bugaderes a Arle I (a la Robina del Rei) Les Laveuses à Arles I (La Roubine du Roi)                     | Oli sobre canemàs 75,9 × 92,1 | Museu d'Art Modern Nova York           |
|        | W2.323 W1.309 S.136        | 1888      | Prop d'Arle Près d'Arles, ou Le Mas d'Arles                                                             | Oli sobre tela 72,5 × 92      | Museu Nacional Estocolm                |
|        | W2.324 W1.310 S.135        | 1888      | Masos a la rodalia d'Arle Les Mas, environs d'Arles; ou Paysage d'Arles avec buissons                   | Oli sobre llenç 73,6 × 92,3   | Col·lecció privada                     |
|        | W2.325 W1.303 S.141        | 1888      | Bugaderes a Arle II Les Laveuses à Arles II                                                             | Oli sobre tela 74 × 92        | Museu de Belles Arts Bilbao            |
|        | W2.326 W1.296 S.133        | 1888      | Van Gogh pintant gira-sols Van Gogh peignant des tournesols                                             | Oli sobre jute 73 × 91        | Museu van Gogh Amsterdam               |
|        | W2.327 W1.298 S.146        | 1888      | Retrat de Madame Roulin Portrait de Madame Roulin                                                       | Oli sobre tela 50,5 × 63,5    | Museu d'Art Saint Louis (Missouri)     |
|        | W2.328 W1.-                | 1888      | Retrat d'home amb una xalina Portrait d'homme portant une lavallière                                    | Oli sobre tela 40,5 × 32      | Museu van Gogh Amsterdam               |
|        | W2.329 W1.300 S.144        | 1888      | Arlesianes, mestral Arlésiennes, mistral; ou Dans le jardin de l'hôpital d'Arles                        | Oli sobre jute 73 × 92        | Institut d'Art de Chicago              |

### Obres atribuïdes
Altres quadres atribuïts a Paul Gauguin.
| Imatge | Catàlegs raonats   | Any  | Títol / original                                           | Tècnica / dimensions (cm)  | Museu / lloc                                  |
| ------ | ------------------ | ---- | ---------------------------------------------------------- | -------------------------- | --------------------------------------------- |
|        | W2.- W1.184 S.28   | 1886 | La dona del monyo La femme au chignon I                    | Oli 46 × 38                | Museu d'Art Bridgestone Tòquio                |
|        | W2.- W1.211 S.36   | 1886 | Natura morta amb bol blanc Nature morte au bol blanc       | Oli sobre tela 59,5 × 72   | Kunsthaus Zuric                               |
|        | W2.- W1.219 S.63   | 1887 | Dones i cabra en la vila Femmes et chèvre dans le village  | Oli sobre tela 45,7 × 71   | Museu d'Israel Jerusalem                      |
|        | W2.- W1.271 S.102  | 1888 | El camp Derout-Lollichon III Le Champ Derout-Lollichon III | Oli sobre tela 66,1 × 100  | Barber Institute of Fine Arts Birmingham (RU) |
|        | W2.- W1.279b S.110 | 1888 | Vaca i el seu vedell La Vache et son veau                  | Oli sobre tela 25,2 × 41,2 | Col·lecció privada                            |

Notes:
1. ↑  Certificat per l'Institut Wildenstein han anunciat que l'inclouran en un proper catàleg.
2. ↑  D'atribució dubtosa segons Merete Bodelsen. Anotat en el catàleg Wildenstein del 2001 com a «no catalogat».
3. 1 2 3  Anotat en el catàleg Wildenstein del 2001 com a «no catalogat».
4. ↑  Signat P. Gauguin, és atribuït a Charles Laval. Anotat en el catàleg Wildenstein del 2001 com a «no catalogat».